# Józef und Wiktoria Ulma

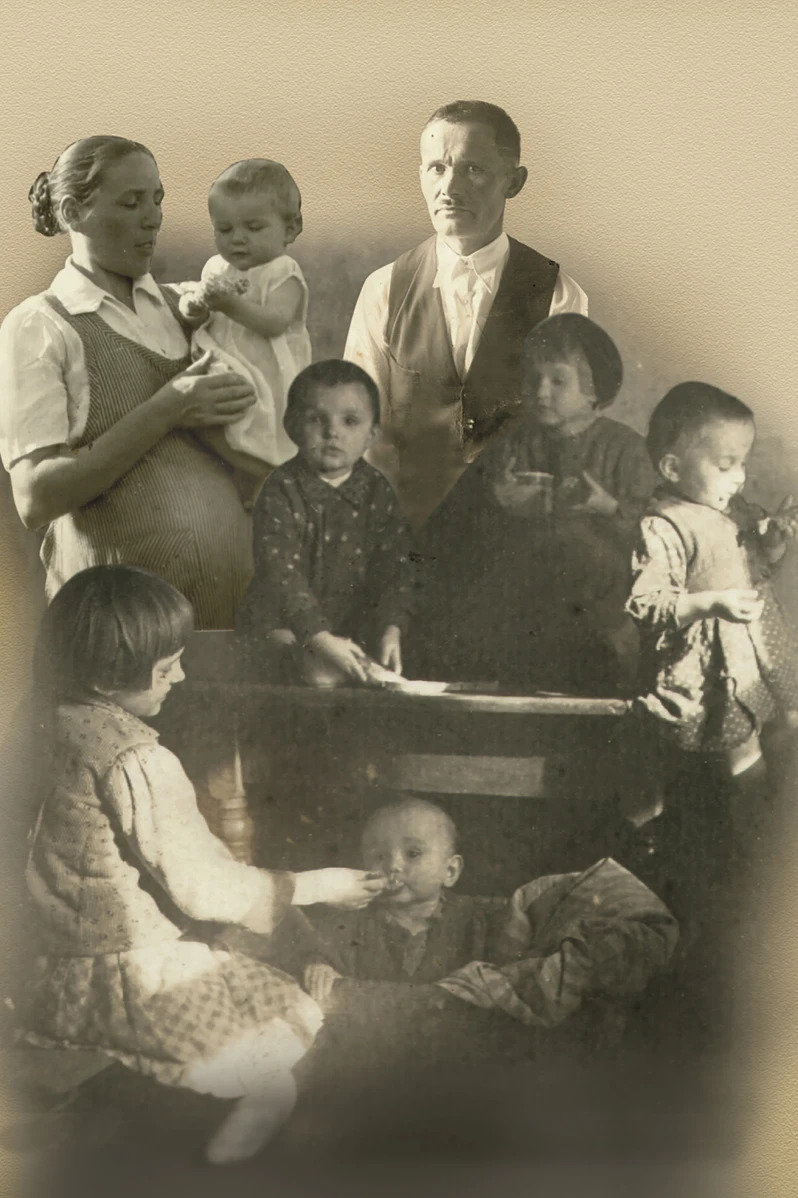
Die Familie Ulma

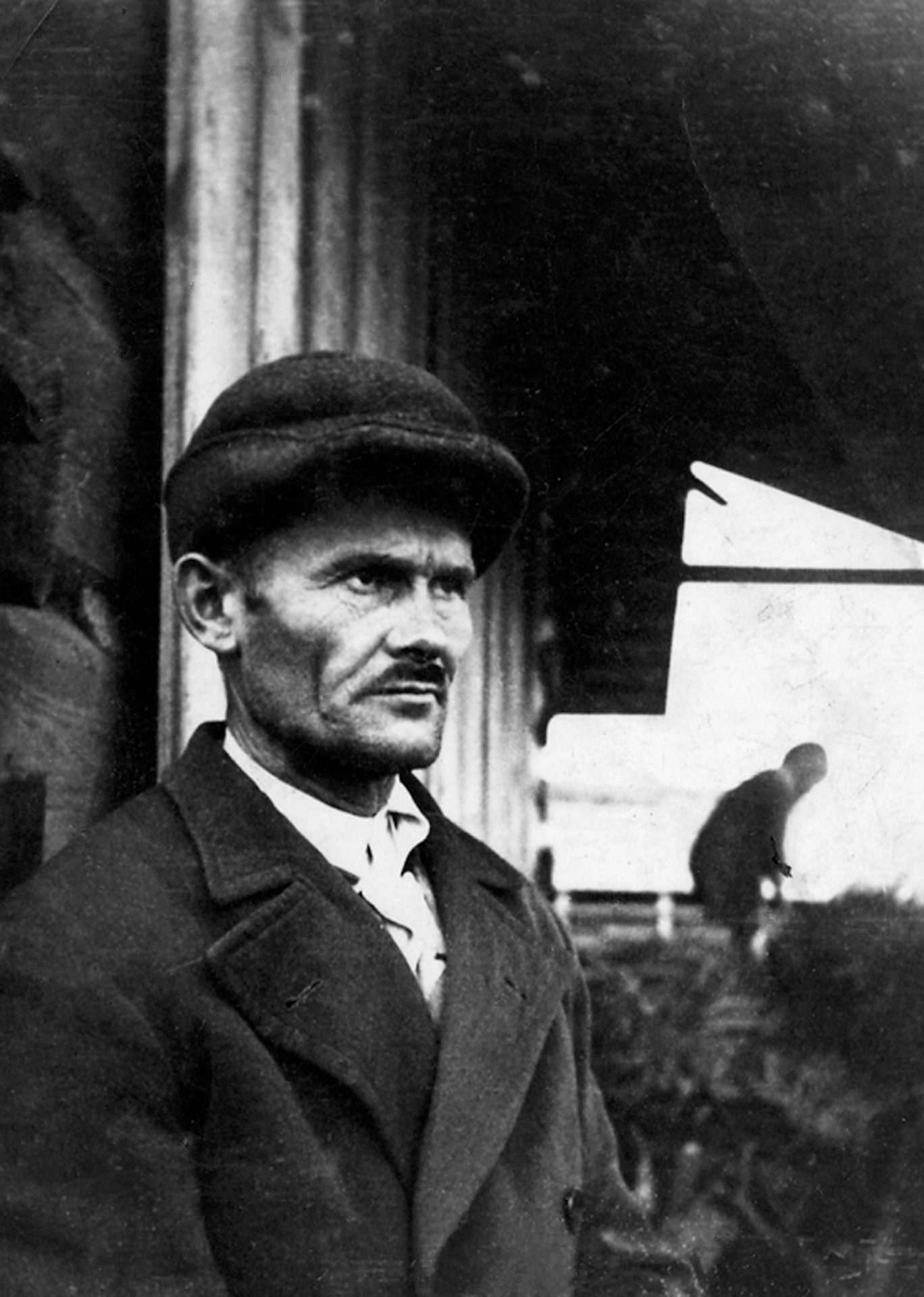
Józef Ulma

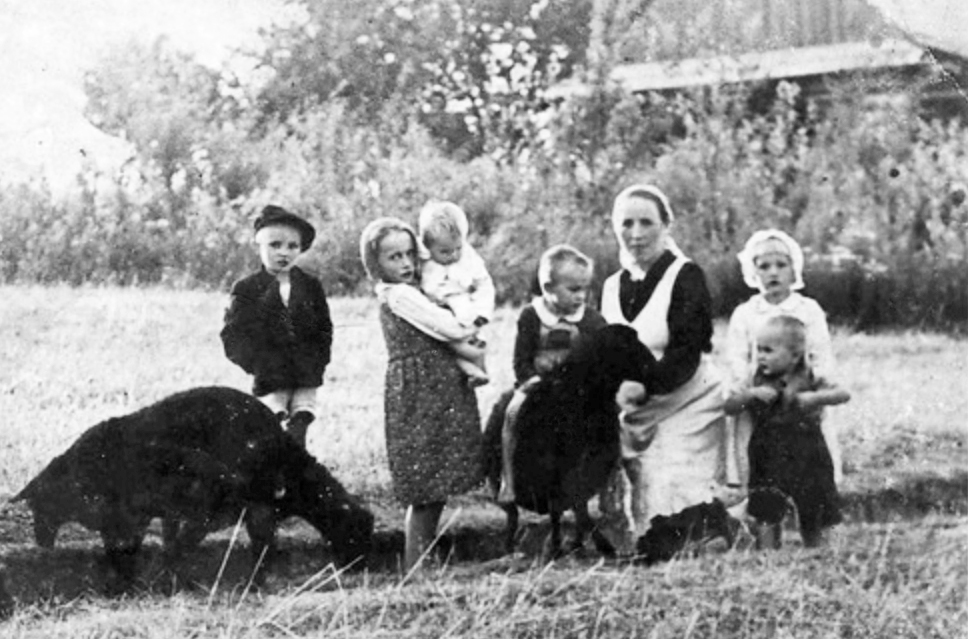
Mutter Wiktoria Ulma mit Kindern, 1943

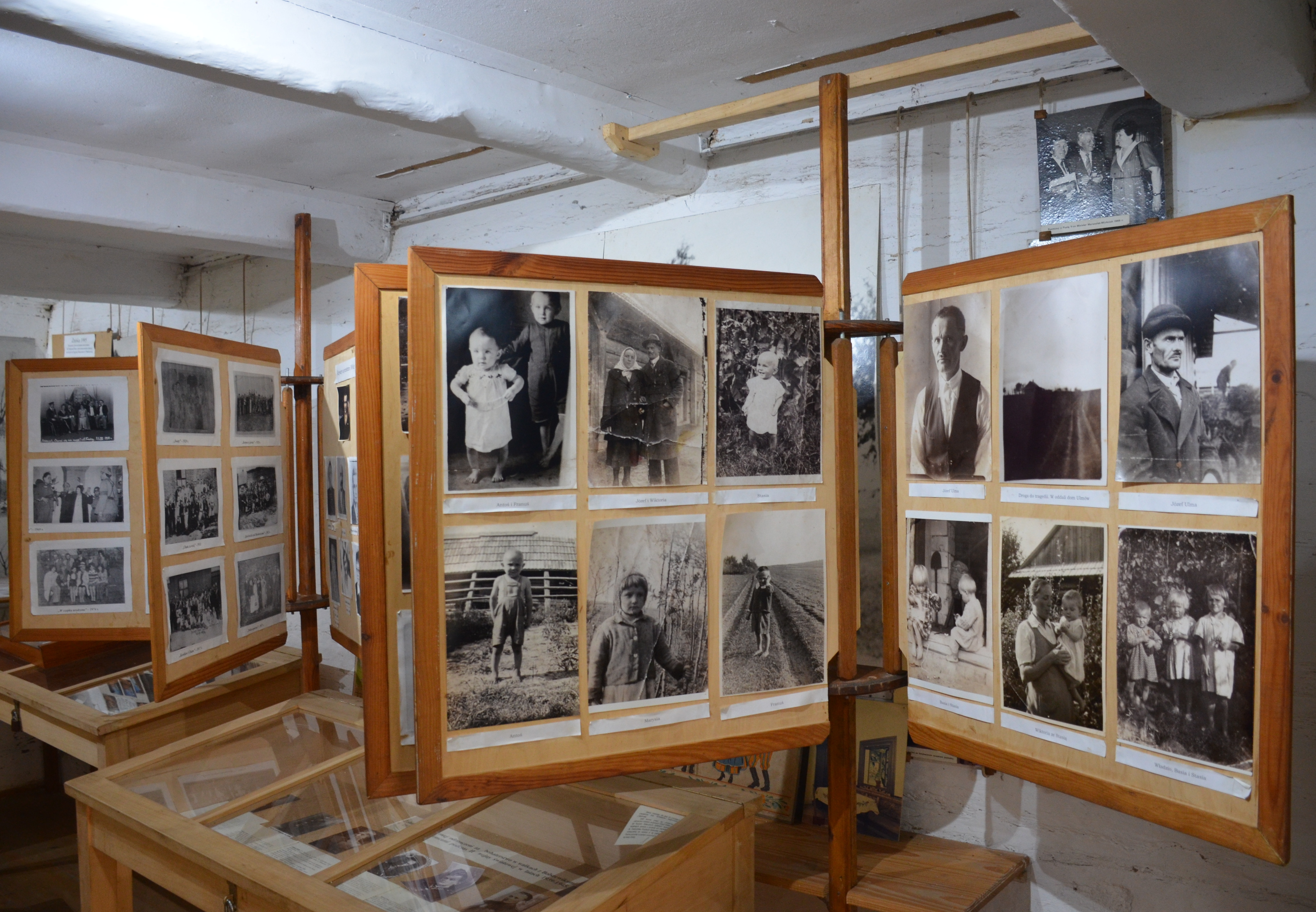
Fotos von Józef Ulma vom Familienalltag

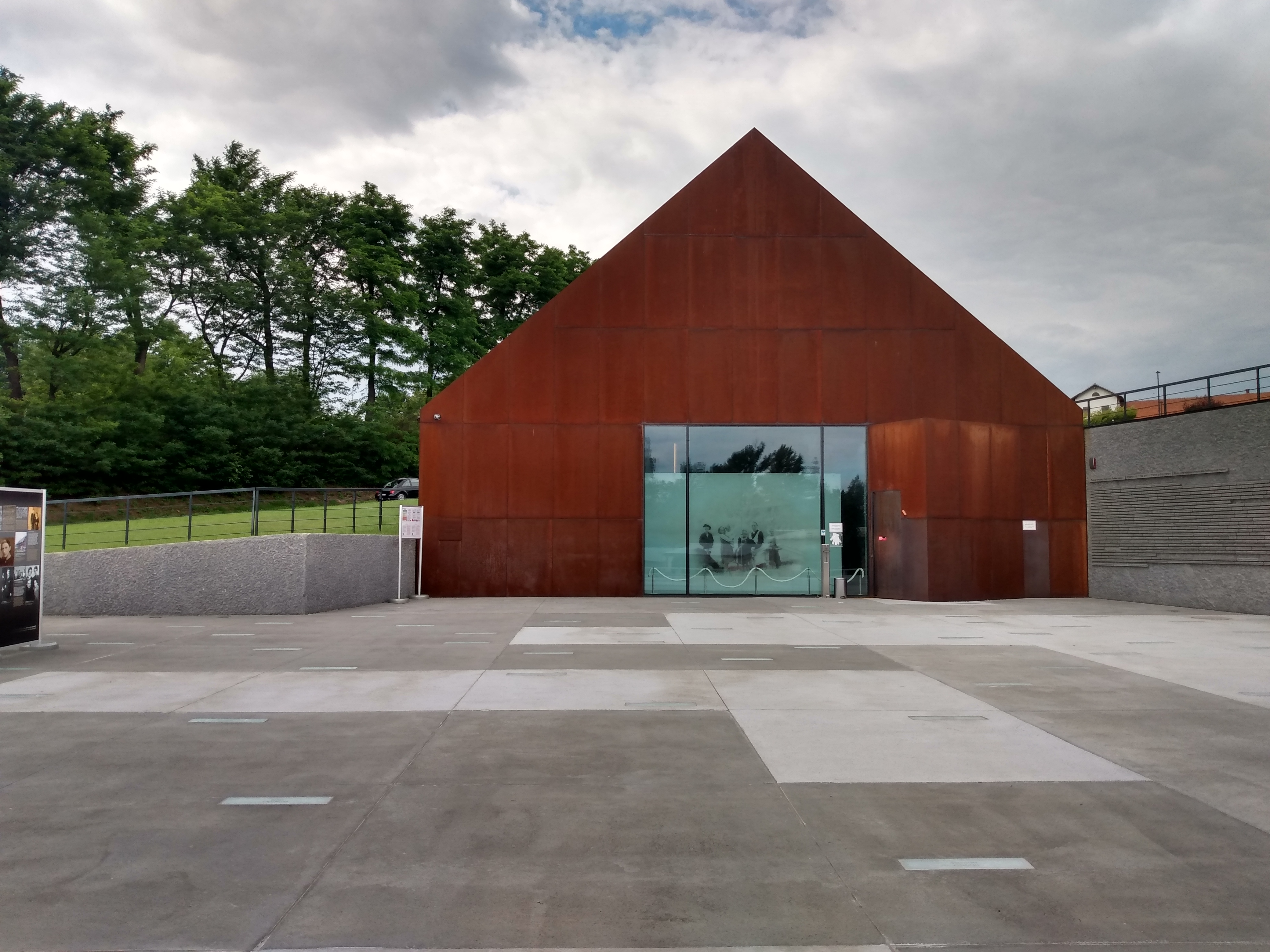
Familie-Ulma-Museum in Markowa

Józef und Wiktoria Ulma waren ein polnisches römisch-katholisches Ehepaar, das während der deutschen Besetzung Polens in Markowa zwei jüdische Familien unter Lebensgefahr versteckte, um sie vor dem Holocaust zu retten. Nach einer Denunziation wurden das Ehepaar und seine sechs geborenen Kinder sowie ein ungeborenes Kind gemeinsam mit den jüdischen Flüchtlingen am 24. März 1944 durch Einheiten der deutschen Polizei hingerichtet. 1995 ehrte Yad Vashem die Ulmas als Gerechte unter den Völkern. 2023 wurden alle Mitglieder der Familie seliggesprochen.

## Leben

### Biographische Angaben
Józef Ulma (* 1900) verdiente als Obstbauer in Markowa den Lebensunterhalt für seine Großfamilie. Er beschäftigte sich mit den neuesten Veredelungsmethoden von Apfelbäumen, der Zucht von Seidenspinnerraupen und der Imkerei. Zusätzlich war er Amateurfotograf und in der ortsansässigen Katholischen Jugendbewegung aktiv.
Wiktoria Ulma wurde 1912 als siebtes Kind von Jan und Franciszka Niemczak geboren und verlor im Alter von sechs Jahren ihre Mutter. Am 7. Juli 1935 heiratete sie den 12 Jahre älteren Józef Ulma, mit dem sie sechs Kinder hatte: Stanisława, Barbara, Władysław, Franciszek, Antoni und Maria. Wiktoria war Hausfrau und zur Zeit ihrer Hinrichtung mit dem siebten Kind hochschwanger.

### Judenrettung und Exekution
Im Sommer 1942 waren die Ulmas mit weiteren Dorfbewohnern Augenzeugen der Exekution von knapp 100 jüdischen Mitbewohnern durch deutsche Gendarmen. Die Opfer wurden auf dem Gelände eines ehemaligen Tierfriedhofes begraben. Da einigen Juden die Flucht gelang und eine großangelegte Suchaktion aus deutschen Einheiten und Polen nicht nur auf die Überlebenden des Massakers Jagd machte, suchte im Herbst 1942 die aus Łańcut stammende sechsköpfige Familie Szall bei den Ulmas Unterschlupf. Die Lage des Hauses am Dorfrand schien für ein Versteck geeignet. Kurz darauf baten zwei jüdische Schwestern, Golda und Layka Goldman, um Aufnahme. Obwohl die Anwesenheit der beiden jüdischen Familien im kleinen Dorf nicht gänzlich verborgen blieb, halfen sie den Ulmas mit kleineren Tätigkeiten bei der Kompensation der verdoppelten Lebenserhaltungskosten.
In der Nacht vom 23. auf den 24. März 1944 drangen deutsche Polizisten aus Łańcut unter Führung des Ostfriesen Eilert Dieken gemeinsam mit polnischer Hilfspolizei, die sich aus rekrutierten Ukrainern zusammensetzte, in das Haus der Ulmas ein. Berichten zufolge hatte Włodzimierz Leś, ein polnischer Polizist aus Łańcut, die Ulmas denunziert, da er die Vermögenswerte der geflüchteten Familie Goldman verwahrte und in deren Besitz kommen wollte, bevor die deutschen Besatzungstruppen angesichts des Vormarsches der Roten Armee den Rückzug anordneten. Die sieben Polizisten erschossen zuerst die beiden jüdischen Familien, dann Józef und Wiktoria Ulma, bei der während der Hinrichtung die Geburt des siebten Kindes einsetzte. Anschließend wurden auch die sechs kleinen Kinder der Ulmas erschossen. Dem drakonischen Strafgericht mussten die Dorfbewohner von Markowa zur Abschreckung beiwohnen, worauf bei einzelnen Familien, die weitere Juden versteckt hielten, große Panik ausbrach. Von 120 Juden, die zu Kriegsbeginn in Markowa gelebt hatten, überlebten knapp zwanzig mit Hilfe ihrer polnisch-katholischen Nachbarn.

## Ehrungen und Seligsprechung
Yad Vashem verlieh am 13. September 1995 Józef und Wiktoria Ulma den Ehrentitel „Gerechte unter den Völkern“. Seit dem 70. Jahrestag der Exekution 2014 erinnert ein Gedenkstein in Markowa an die Rettungsaktion der Ulmas, zu dessen Enthüllung der Erzbischof von Przemyśl, Józef Michalik, ein Pontifikalamt zelebrierte.
2016 eröffnete Staatspräsident Andrzej Duda in Markowa ein Familie-Ulma-Museum zu Ehren aller Polen, die Juden vor dem Holocaust retteten.
Allein in der Region Vorkarpaten versteckten im Zweiten Weltkrieg laut Historikern mindestens 1600 Polen rund 2900 Juden vor den deutschen Besatzern. Etwa 200 dieser Polen sollen dafür von Nationalsozialisten ermordet worden sein. Israel zeichnete bis zum Februar 2023 mehr als 7200 Polinnen und Polen für die Rettung von Juden als „Gerechte unter den Völkern“ aus.
2003 leitete die Katholischen Kirche den Seligsprechungsprozess für 122 polnische Märtyrer des Zweiten Weltkriegs ein, unter ihnen die Familie Ulma. Die diözesanen Untersuchungen für das Ehepaar Ulma wurden am 17. September 2003 durch den Bischof von Pelplin, Jan Szlaga, eröffnet und am 24. Mai 2011 abgeschlossen. Am 17. Dezember 2022 bestätigte Papst Franziskus das Martyrium der Familie als Voraussetzung für die Seligsprechung.
Das Dikasterium für die Selig- und Heiligsprechungsprozesse kündigte im Februar 2023 die Seligsprechung für alle neun Mitglieder der Familie Ulma an, also auch das ungeborene Kind. Sie erfolgte durch Kardinal Marcello Semeraro am 10. September 2023 in Markowa. Ihr Gedenktag ist der 7. Juli, ihr Hochzeitstag.
In Israel wurde bemängelt, die Seligsprechung werde von nationalistischen Kreisen und der Staatsführung in Polen instrumentalisiert, um die polnische Kollaboration beim Holocaust zu leugnen oder kleinzureden. Die in Polen stark mediatisierte Seligsprechung erlaube es Politikern, ohne Widerspruch Aussagen zu tätigen, die den Erkenntnissen von Geschichtswissenschaftlern zuwiderliefen. So behauptete Ministerpräsident Mateusz Morawiecki, Millionen von Polen hätten Juden geholfen. Dagegen stellte der in Kanada tätige Historiker Jan Grabowski klar, dass in Markowa nach der Hinrichtung der Ulmas 24 Juden von ihren polnischen Nachbarn ermordet wurden. Auch in den Medien anderer Länder wurde der Kontext der Vorwürfe gegen die polnische Staatsführung, sie unterdrücke geschichtswissenschaftliche Forschung zu polnischen Verbrechen an der jüdischen Bevölkerung des Landes und spiele polnische Kollaboration mit der Besatzungsmacht herunter, bei der Berichterstattung über die Seligsprechung thematisiert.